# 英雄双行体
英雄双韵体（又称英雄双行体）是英语中的一种古典诗体，通常用于史诗和叙事诗中。英雄双韵体由抑扬格五音步的诗行构成，其押韵方式为阳韵（韵落在诗行末尾的重读音节上）。英雄双行体最早被英国诗人杰弗里·乔叟运用在他的诗歌《贤妇传说》与《坎特伯雷故事集》中。

## 例子
在谈到英雄双行体的应用时，一个常用的例子是约翰·德纳姆的诗作《库珀山》（Cooper's Hill）中描述泰晤士河的诗句：
O could I flow like thee, and make thy stream
My great example, as it is my theme!
Though deep yet clear, though gentle yet not dull;
Strong without rage, without o'erflowing full.

## 历史
英雄双行体有时特指完整自足的双行对句，与之相反的是如约翰·邓恩的诗歌中跨行连续的对句。英雄双行体常常与约翰·德莱顿和亚历山大·蒲柏联系在一起。其它的主要作品包括塞缪尔·约翰逊的《人类欲望之虚幻》，奥利弗·戈德史密斯的《荒芜的村庄》以及约翰·济慈的《拉米亚》。英雄双行体在18世纪十分流行。而广泛意义上的包括跨行连续的英雄双行体，受《坎特伯雷故事集》的影响，则是自中世纪以来的常用诗体。